# Paolo Lembo (politico)
Paolo Lembo (Bari, 21 febbraio 1865 – 1956) è stato un avvocato e politico italiano.

## Biografia
Fu deputato del Regno d'Italia dal 1904 al 1921 e sindaco di Bari.